# Несвятые святые
«Несвятые святые» и другие рассказы — книга митрополита (на момент издания — архимандрита) Русской православной церкви Тихона (Шевкунова), выпущенная в августе 2011 года.
Презентация книги состоялась 7 сентября 2011 года на 24-й Московской международной книжной выставке-ярмарке. В тот же день был открыт промо-сайт книги ot-stories.ru.
В книгу вошли рассказы из жизни автора. Многие из них связаны с Псково-Печерским монастырём, где автор начинал монашескую жизнь. Как рассказал сам архимандрит Тихон: «Практически все истории, которые вошли в книгу, я рассказывал на проповедях. Всё это — часть нашей церковной жизни. Проповедь… ведь и строится на осмыслении Священного Писания, на толковании церковных событий святыми отцами и на примерах из жизни. Студентам по пастырскому богословию рассказывал эти истории. Рассказывал братии, друзьям. И многие мне настоятельно советовали, а потом и требовали, чтобы истории эти были записаны». «Книга писалась в прямом смысле „на коленках“: в машине, в самолете, в гостиницах. Дома, в монастыре, время на это не удавалось найти».
Книга стала бестселлером, продержавшись на первой строчке продаж 14 месяцев — до марта 2013 года. По состоянию на 2025 год книга только на русском языке выдержала 29 изданий (25 — в основной серии + 4 — в подарочной), а её суммарный тираж на начало 2019 года составил 3 000 000 экземпляров. Кроме того, по состоянию на 2020 год книга была издана на 13 иностранных языках.
В марте 2012 года появилась цифровая версия книги в трех популярных форматах: fb2, ePub, pdf.
В 2012 году автор был намерен вложить все средства, вырученные от продажи книги, в строительство храма во имя новомучеников и исповедников Российских на крови. В том же году он сказал, что не планирует писать продолжение: «Планов возвращения к этой теме у меня нет. Всё-таки книга мемуарная — что было, то и написал. Конечно, далеко не всё вошло из того, что было и происходит в жизни. Но, считаю, вошло всё, что сейчас полезно и нужно».

## Название
Смысл названия книги «Несвятые святые» архимандрит Тихон поясняет в одноимённом рассказе:

Я назвал эту последнюю главу «Несвятые святые». Хотя мои друзья — обычные люди. Таких много в нашей Церкви. Конечно, они весьма далеки от канонизации. Об этом нет даже и речи. Но вот, в конце Божественной литургии, когда великое Таинство уже свершилось и Святые Дары стоят в алтаре на престоле, священник возглашает: «Святая — святым!»
Это означает, что Телом и Кровью Христовыми будут сейчас причащаться святые люди. Кто они? Это те, кто находится сейчас в храме, священники и миряне, с верой пришедшие сюда и ждущие причащения. Потому что они — верные и стремящиеся к Богу христиане. Оказывается, несмотря на все свои немощи и грехи, люди, составляющие земную Церковь, для Бога — святые.

## Переводы на другие языки
В 2012 году книга была переведена на английский язык Джулианом Генри Лоуэнфельдом. 5 октября 2012 года в Библиотеке Конгресса в Вашингтоне архимандрит Тихон представил английский перевод своей книги. В марте появился французский перевод.
Также в 2012 году книга была переведена на греческий язык издательством «Эн пло» и нашла большой отклик у греческих читателей. 26 мая наместник архимандрит Тихон встретился с греческими читателями в рамках девятой международной книжной выставки в Салониках.
Весной 2013 года парижское издательство «Сирт» (éditions des Syrtes) выпустило французский перевод книги с заглавием «Père Rafaïl et autres saints de tous les jours». В начале апреля презентация сборника рассказов прошла в Сорбонне, в институте «Демократии и сотрудничества», в православной семинарии, в книжном доме La Procure и в посольстве РФ во Франции. В 2013 году книга также была переведена также на польский и эстонский языки и выпущена тиражом более 2000 экземпляров, но этого оказалось мало.
17 марта 2014 года в Русском культурно-информационном центре архимандрит Тихон провёл презентацию книги, изданной на болгарском языке Патриаршим Подворьем.
В апреле 2014 года вышла трёхдисковая аудиокнига «„Несвятые святые“ и другие рассказы», где рассказы архимандрита Тихона читают Алла Демидова, Василий Лановой, Дмитрий Певцов, Дмитрий Дюжев, Василий Бочкарёв, Борис Плотников, Александр Феклистов и Егор Бероев. Общее время звучания: 14 часов 31 минута 55 секунд.
Книга в 2015 году была переведена также на итальянский язык и выпущена издательством «Руббеттино».
Осуществляется перевод книги на чешский, португальский, немецкий, румынский, болгарский, испанский, китайский и сербский языки.
18 февраля 2019 года в отеле Grand Hyatt в Гонконге состоялась презентация перевода книги на китайский язык. Перевод осуществил профессор-русист Лю Вэньфэй.

## Награды
В 2012 году книга вошла в список финалистов литературной премии «Большая книга» и победила в читательском голосовании.
В 2012 году книга «„Несвятые святые“ и другие рассказы» была выдвинута на участие в конкурсе «Книжная премия Рунета 2012».
В 2012 года книга была удостоена премии «Книга года» в номинации «Проза года».

## Содержание
- Предисловие
- Начало
  - В Печорах
  - Десять дней. Первые послушания
  - В Москве
- Отец Иоанн
- Архимандрит Серафим
- Вредный отец Нафанаил
- Схиигумен Мелхиседек
- Отец Антипа
- Пещеры
- Послушничество
- О том, как мы уходили в монастырь
- Про наших ровесников
- Отец Гавриил
- Великий Наместник
- Августин
- Что происходило в духовном мире в эти минуты?
- Богословы
- Проповедь в воскресенье 23-е по Пятидесятнице
- Про молитву и лисичку
- Про Ангела Хранителя
- Об одной святой обители
- О самой прекрасной службе в моей жизни
- Матушка Фрося
- Подлинный рассказ матушки Фроси
- Как-то в гостях у матушки…
- Свеча
- В праздник Крещения вода во всем мире становится святой
- Отец Аввакум и псковский уполномоченный
- Черный пудель
- Об одной христианской кончине
- Теща маршала Жукова
- Архимандрит Клавдиан
- Смерть «стукача»
- Вот такие истории происходят сегодня в Москве
- Любовь Тимофеевна Чередова
- Дочь митрополита
- Как Булат стал Иваном
- Предсказание отца Николая о монашестве
- Глава, которую читателям, не знакомым с догматическим богословием, можно пропустить
- Отчитки
- Слово на литургии на монашеском постриге
- Повесть о епископе, впадшем в блуд
- Мощи святителя Тихона
- О нарушении церковного Устава, или О том, как мы с князем Зурабом Чавчавадзе нарушали Великий пост
- О том, что нельзя совмещать служение Слову и заработок
- Еще об одном нарушении Устава, или О том, как отец Рафаил оказался Ангелом
- Про кота
- Андрей Битов
- Преосвященнейший послушник
- О глупых горожанах
- Литургия служится один раз на одном престоле
- О том, как мы покупали комбайны
- Василий и Василий Васильевич
- Жизнь, удивительные приключения и смерть иеромонаха Рафаила — возопившего камня
- Приходской дом в Лосицах и его обитатели
- Случай на дороге
- О смирении
- Как отец Рафаил пил чай
- Несвятые святые

## Отзывы
Отзывы читателей разделились — от крайне восторженных до резко критических.

Книга написана очень одарённым литератором. <…> Здесь юмор, ирония, пафос, трагизм, драматизм. Юмор не часто бывает удачным в церковной среде, легко скатывается в ёрничество, кощунство. Здесь соблюдена та мера, которую можно назвать православным юмором. <…> Читатель увидит здесь фрагменты Патерика 21 века. Но в то же время это живая современная и талантливая литература. Тут и фрагменты проповедей, и исповеди, и притчи. Книга написана человеком, упоёным церковной и монастырской жизнью.
— Борис Любимов, ректор Московского Театрального училища им. Щепкина

Книгу я читал ещё в рукописи и публиковал отрывок в своей газете. Когда я читал эту книгу, я понял, что читаю монастырскую прозу. У нас была городская проза, деревенская, фронтовая. Это — монастырская проза. В этой книге предложен уклад, персонажи, типы, той среды, которая ещё 20 лет назад казалась камерной, запертой за ограды. Теперь эти ограды распахнулись, появились новые монастыри, и жизнь их стала частью открытой общероссийской жизни.— Александр Проханов, писатель, публицист

Книга архимандрита Тихона (Шевкунова) написана в лучших традициях русской литературы — это становится ясно каждому, кто берет её в руки. С первых строчек читатель попадает в мир ясный и простой, в мир необычный и непостижимым образом родной, несмотря на то, что человек читающий может мало что знать о жизни Церкви.— Наталья Волкова, журналист
Протоиерей Максим Козлов отмечал: «Книга читается на одном дыхании! Может, не главное, но несомненное ее достоинство — это качественная словесность, которая не слишком частый гость на православном книжном рынке. Написана живым, стройным, бодрым русским языком, с одной стороны, несомненно, передающим устные интонации рассказчика, с другой — не грешащим тем, что напоминает расшифровку магнитофонной записи. Это очень и очень славно».
«Российская газета» описывала книгу как «не подлежащую никакой „благолепной“ редактуре и написанную абсолютно авторски <…> Всё в ней дышит личным опытом и пронизано авторским стилем, причем стиль не уступает лучшим рассказчикам века, начиная от Чехова и кончая Конецким и Довлатовым <…> Никто в этой книге — ни автор, ни герои — специально не выставляются „в лучшем свете“ (хотя некоторые, видимо, будут прославлены русской церковью как святые), и от этого ощущение невероятной силы и правды».

Это полезная книга. Для человека церковного вся жизнь святого окутана благоуханиями; он с рождения словно ступает по облакам. А отец Тихон в своей книге приближает святых к нам, обычным негероическим обывателям, рассказывает о тех, чья повседневная, будничная святость почти незаметна.
— Протодиакон Андрей Кураев

Рассказы, вошедшие в книгу «Несвятые святые», написаны с несомненным литературным талантом. Общая композиция, логическое развертывание мысли в каждой главе отличаются удивительной стройностью. В тексте нет ни одного лишнего абзаца, ни одного лишнего предложения или речевого оборота, а повествование о каждом конкретном лице имеет своё смысловое зерно. Кроме того, талант автора определяется чувством достоверности, испытываемым читателем при чтении книги. Ведь далеко не каждый сможет передать реальные факты, а тем более их осмысление так, чтобы это выглядело достоверно, ибо ощущение фальши отличает тексты неумелых писателей. И в этой связи произведение отца Тихона представляет собой живое и достоверное повествование. Он не рисует какой-то образ, а передает саму жизнь.— Валерий Духанин, проректор Николо-Угрешской Духовной семинарии, кандидат богословия
Критики книги отмечают поверхностность, небрежность в передаче фактов, тенденцию свести православие к вере в чудеса:

Книга о. Тихона ставит свои вопросы и даёт свои ответы. Опыт человечества, о котором так свободно и поверхностно рассуждает автор, ровно таков, каким мы его себе вообразили, а потому каждый из читателей найдёт для себя тот ответ, к которому внутренне предрасположен и который готов услышать. Детское доверие Богу и зрение Его промысла даётся после многих и великих трудов, а не механически — в силу повторённой, словно заклинание, молитвы. Вера как лёгкий и доступный путь к счастью — вот о чём эта книга, и пусть там есть проблески правды и христианского понимания, особенно в историях о реальных людях и реальных подвижниках веры, но в целом она создаёт именно такое впечатление. «Несвятые святые» — это свидетельство того, как суеверие подменяет собой веру, создавая иллюзию духовной жизни и созерцания неисповедимых «путей Господних», а на практике оборачиваясь элементарным оккультным аутотренингом — неким самовнушением, которое, к сожалению, удовлетворяет многих христиан, но заслоняет от них более глубокие стороны в познании собственной веры.— Монах Диодор (Ларионов) (богослов, патролог), Мария Игнатьева (филолог, преподаватель русского языка). Чудеса в решете
По отзыву библеиста Андрея Десницкого книга «сразу стала бестселлером, уже за первый год продаж — миллион экземпляров. Это в нынешнее-то время, когда для книг „про религию“ тираж в десять тысяч считается удачей! <…> Успех книги, на мой взгляд, заключается в том, что она написана человеком церкви, говорит о церкви, но при этом рисует не сусально-елейный образ некоего святого града Китежа, населенного однотипными святыми, а людей живых, со своими характерами и недостатками. Да и просто очень талантливо книга написана». Вместе с тем он критикует концепцию архимандрита Тихона: «ведь тут ответ на все вопросы один — смирение, смирение, смирение… И пассивное ожидание чудес свыше, желательно при благожелательном и бдительном участии государства в духовной жизни».
Елена Зелинская написала:

Казалось мне, например, что нет больше литературы, что русское слово, которое теплится у старых, в хорошем смысле слова, авторов, разбилось на осколки, блеснет вдруг — одно на целую книгу — да исчезнет. И появляется вдруг книга отца Тихона (Шевкунова) «Несвятые святые». И микроскопический тираж «возбухает» до 600 тысяч. В метро, в кабинетах, в рюкзаках у студентов — где угодно встретишь сейчас эту книгу, и с ее страниц возникает Россия, которую предпочитали не знать. Настоящая литература о духовном противостоянии советской системе.

Валерий Коновалов: «В книге встречаешь Русскую Церковь не в официозе, не в парадно-помпезных службах, а в ее жизни с Богом. Это — самое главное. Именно это и дает возможность обитателям того удивительного мира совершать поразительные открытия, о которых рассказывается в книге».
Как отмечала газета «Культура», книга стала переломной для православного книгоиздательства, которое с начал 1990-х годов, выпускалась литература, предназначенная «тем, кто, условно говоря, каждое воскресенье посещает церковь», в то время как книга «Несвятые Святые» «стала бестселлером именно у светского читателя, покоренного историями про отца Иоанна Крестьянкина, кончину Сергея Бондарчука, предсмертное крещение Булата Окуджавы… Наместник Сретенского монастыря <…> сделал так, что религия перестала восприниматься как некое „этнографическое гетто“ для бабушек. Книга явилась прорывом, знаком того, что церковь идёт навстречу согражданам».
Газета «Литературная Россия» отмечала в 2013 году, что небывалая популярность «Несвятых святых» породила интерес к подобного рода православной литературе, которую стали издавать и крупные светские издательства (ЭКСМО, ОЛМА Медиа Групп, АСТ), тяготея при этом к «освобождению её от наставнического пафоса и пышнословесной риторики»:

«Дикая популярность (обычный трёхтысячный тираж современной „художки“ кажется невинной стопкой книжек рядом со стотысячным вагоном православной художественной литературы) интересных, простых книг о церкви удивляет и, всё-таки, радует, потому что сложно найти чтение более доброе, светлое и в то же время более философское. Атеисты, с азартом спорящие с верующими, молодые люди, не заморачивающиеся особо на религии — даже они берут у знакомых почитать эти книги и не скоро возвращают. Может, дело в том, что накопилась усталость от пошлых телевизионных программ, первобытных новостных лент в Интернете и потребительской культуры общения?»

Как отметил сам автор в 2012 году: «Книга для меня — часть священнического дела. Важнейшим для меня являются десятки тысяч откликов читателей, где они говорят, как после прочтения книги открыли для себя Церковь, духовный мир Православия, неожиданно укрепили свою веру. Пишут, как церковная жизнь после прочтения книги стала для них гораздо яснее. Как впервые после прочтения книжки пришли в храм. Для меня это главное признание, какое только может быть. И награда гораздо более высокая, чем самые лестные рецензии на книгу».

## «Зелёная серия надежды»
Вслед за книгой архимандрита Тихона вышла книга «„Небесный огонь“ и другие рассказы» Олеси Николаевой, которая негласно получила статус «продолжения». Имеется в виду определённая жанровая схожесть и раскрытие темы Промысла Божия в жизни человека. Затем выходили сборники рассказов «„Ведро незабудок“ и другие рассказы» Александра Богатырёва, «„Райские хутора“ и другие рассказы» священника Ярослава Шипова, «„Страна чудес“ и другие рассказы» и «„Возвращение в рай“ и другие рассказы» протоиерея Андрея Ткачёва, «„Сашина философия“ и другие рассказы» протоиерея Алексия Лисняка, «„Батюшкин грех“ и другие рассказы» протоиерея Александра Авдюгина, сборник рассказов «„Сила молитвы“ и другие рассказы» нескольких авторов, среди них писатели Александр Богатырёв, Нина Павлова, Алексей Солоницын, Елена Живова и другие. Эту серию духовных книг объединяют слова «и другие рассказы», но, конечно, так серию можно назвать лишь условно. Данная серия книг получил неофициальное название «Зелёная серия надежды», так как при оформлении книг часто используется зелёный цвет, напоминая нам всем об издании «Несвятые святые», хотя не все книги с «другими рассказами» имеют одинаковый цвет.

## Издания на русском языке
- «Несвятые святые» и другие рассказы. — М.: Изд-во Сретенского монастыря, «ОЛМА медиа групп», 2011. — 639 с. — ISBN 978-5-373-00597-5.
- «Несвятые святые» и другие рассказы. — Изд. 2-е, испр. — М.: Изд-во Сретенского монастыря; «ОЛМА медиа групп», 2011. — 640 с. — 150 000 экз. — ISBN 978-5-7533-0631-9.
- «Несвятые святые» и другие рассказы. — Изд. 3-е. — М.: Изд-во Сретенского монастыря, 2011. — 639 с. — ISBN 978-5-7533-0650-0.
- «Несвятые святые» и другие рассказы. — Изд. 4-е. — М.: Изд-во Сретенского монастыря, «ОЛМА медиа групп», 2012. — 640 с. — 300 000 экз. — ISBN 978-5-7533-0652-4.
- «Несвятые святые» и другие рассказы. — Изд. 5-е, испр. — М.: Изд-во Сретенского монастыря, «ОЛМА медиа групп», 2012. — 639 с. — ISBN 978-5-7533-0697-5.
- «Несвятые святые» и другие рассказы. — Изд. 6-е, испр. — М.: Изд-во Сретенского монастыря, «ОЛМА медиа групп», 2012. — 639 с. — ISBN 978-5-7533-0695-1.
- «Несвятые святые» и другие рассказы. — Изд. 7-е. — М.: Изд-во Сретенского монастыря, 2013. — 639 с. — ISBN 978-5-7533-0804-7.
- «Несвятые святые» и другие рассказы. — Изд. 8-е. — М.: Изд-во Сретенского монастыря, 2014. — 639 с. — ISBN 978-5-7533-0843-6.
- «Несвятые святые» и другие рассказы. — Изд. 9-е. — М.: Изд-во Сретенского монастыря, 2014. — 639 с. — ISBN 978-5-7533-0932-7.
- «Несвятые святые» и другие рассказы. — Изд. 10-е. — М.: Изд-во Сретенского монастыря, 2015. — 639 с. — 60 000 экз. — ISBN 978-5-7533-0973-0.
- «Несвятые святые» и другие рассказы. — Изд. 11-е. — М.: Изд-во Сретенского монастыря, 2015. — 639 с. — 90 000 экз. — ISBN 978-5-7533-1047-7.
- «Несвятые святые» и другие рассказы. — Изд. 12-е. — М.: Изд-во Сретенского монастыря, 2015. — 639 с. — 30 000 экз. — ISBN 978-5-7533-1181-8.
- «Несвятые святые» и другие рассказы. — Изд. 13-е. — М.: Изд-во Сретенского монастыря, 2016. — 639 с. — 60 000 экз. — ISBN 978-5-7533-1244-0.
- «Несвятые святые» и другие рассказы. — Изд. 14-е. — М.: Изд-во Сретенского монастыря, 2017. — 639 с. — 60 000 экз. — ISBN 978-5-7533-1289-1.
- «Несвятые святые» и другие рассказы. — Изд. 15-е. — М.: Изд-во Сретенского монастыря, 2017. — 639 с. — 300 000 экз. — ISBN 978-5-7533-1393-5.
- «Несвятые святые» и другие рассказы. — Изд. 16-е. — М.: Изд-во Сретенского монастыря, 2017. — 639 с. — 30 000 экз. — ISBN 978-5-7533-1289-1.
- «Несвятые святые» и другие рассказы. — Изд. 17-е. — Печоры: Изд-во Псково-Печерского монастыря, 2018. — 639 с. — 100 000 экз. — ISBN 978-5-6041696-0-5.
- «Несвятые святые» и другие рассказы. — Изд. 18-е. — Москва, Печоры: Изд-во Псково-Печерского монастыря: Изд-во фонда «Традиция», 2019. — 639 с. — 60 000 экз. — ISBN 978-5-00152-028-3.
- «Несвятые святые» и другие рассказы. — 19-е изд. — Печоры: Изд-во Псково-Печерского монастыря ; Москва : Изд-во фонда «Традиция», 2020. — 639 с. — 30 000 экз. — ISBN 978-5-00178-049-6.
- «Несвятые святые» и другие рассказы. — 20-е изд. — Печоры: Изд-во Псково-Печерского монастыря ; Москва : Вольный странник, 2020. — 639 с. — 20 000 экз. — ISBN 978-5-00178-076-2.
- «Несвятые святые» и другие рассказы. — 21-е изд. — Печоры: Издательство Псково-Печерского монастыря ; Москва : Вольный странник, 2022. — 639 с. — 20 000 экз. — ISBN 978-5-00178-102-8.
- «Несвятые святые» и другие рассказы. — 22-е изд. — Москва: Вольный странник, 2022. — 640 с. — ISBN 978-5-00178-118-9.
- «Несвятые святые» и другие рассказы. — 23-е изд. — Печоры: Издательство Псково-Печерского монастыря; Москва: Вольный странник, 2023. — 639 с. — ISBN 978-5-00178-135-6. — 50 000 экз.
- «Несвятые святые» и другие рассказы. — 25-е изд. — Москва: Вольный странник, 2025. — 639 с. — ISBN 978-5-00178-252-0. — 70 000 экз.

подарочное издание
- «Несвятые святые» и другие рассказы. — М.: Изд-во Сретенского монастыря, 2013. — 552 с. — 60 000 экз. — ISBN 978-5-7533-0771-2.
- «Несвятые святые» и другие рассказы. — 2-е изд.. — М.: Изд-во Сретенского монастыря, 2014. — 551 с. — ISBN 978-5-7533-0841-2.
- «Несвятые святые» и другие рассказы. — 3-е изд.. — М.: Изд-во Сретенского монастыря, 2016. — 551 с. — 10 000 экз. — ISBN 978-5-7533-1243-3.
- «Несвятые святые» и другие рассказы. — 4-е изд.. — Москва, Печоры: Традиция: Вольный странник, 2019. — 551 с. — 10 000 экз. — ISBN 978-5-00152-027-6.

главы из книги
- Великий наместник: из книги «Несвятые святые». — Печоры : Изд-во Псково-Печерского монастыря ; Москва : Традиция, 2019. — 63 с. — ISBN 978-5-6041695-2-9 — 5000 экз.
- Отец Иоанн: из книги «Несвятые святые». — Печоры : Изд-во Псково-Печерского монастыря ; Москва : Изд-во фонда «Традиция», 2019. — 78 с. — ISBN 9758-5-6041696-3-6 — 5000 экз.
- Архимандрит Серафим. Архимандрит Нафанаил: из книги «Несвятые святые». — Москва : Вольный странник ; Печоры : Традиция ; 2019. — 69 с. — (Несвятые святые). — ISBN 978-5-6041688-4-5 — 5000 экз.

## Переводы
Книга переведена на более чем 13 иностранных языков.
- Несвети а свети и друге приче / Петар Буњак. — Београд: Информатика, 2012. — P. 421. — ISBN 978-86-84497-38-5.
- Archimandrite Tikhon (Shevkunov). Everyday Saints and Other Stories (англ.). — Pokrov Publications, 2012. — P. 505. — ISBN 978-0-9842848-3-2.
- Pere Rafail et autres saints de tous les jours (фр.). — Editions des Syrtes, 2013. — 400 p. — ISBN 978-2-84545-176-6.
- Arhimandriit Tihhon (Ševkunov). Mittepühad pühakud ja teised jutustused. Vene keelest tõlkinud Ülar Lauk. [Tallinn]: Tänapäev, 2013. — 410 lk. ISBN 9789949273546 (köites) (эст.)
- Arkkimandriitta Tiihon (Ševkunov). Arkielämän pyhät ynnä muita kertomuksia (фин.). — Pyhän Kosmas Aitolialaisen Veljestö, 2016. — 640 p. — ISBN 978-952-67214-4-6.